# Wy (Belgique)
Wy est un hameau belge de la commune d'Érezée située en province de Luxembourg.
Avant la fusion des communes de 1977, Wy faisait partie de la commune de Soy.

## Situation et description
Ce hameau ardennais se trouve à 5,5 km au sud-ouest d'Érezée entre les hameaux de Trinal, de Mélines et de Magoster et les villages de Soy et d'Amonines
Wy est un hameau à vocation agricole situé sur un plateau herbager bordé par deux petits cours d'eau dont, au sud, le ruisseau du Fond des Malades, affluent de l'Isbelle.
Au cœur du hameau principalement composé de fermes, la chapelle du Fond des Malades se trouve en face de l'ancien bâtiment de la léproserie.